# Epunka bilineata
Epunka bilineata är en insektsart som beskrevs av Matsumura 1935. Epunka bilineata ingår i släktet Epunka och familjen sporrstritar. Inga underarter finns listade i Catalogue of Life.